# 西願寺 (草加市)
西願寺（さいがんじ）は、埼玉県草加市にある浄土宗の寺院。

## 歴史
1615年（元和元年）、本誉願故によって開山された。さいたま市岩槻区の浄国寺の末寺である。
1968年（昭和43年）の火災で建物を焼失した。その後、1980年（昭和55年）までに徐々に建物を再建していった。

## 交通アクセス
- 見沼代親水公園駅より徒歩12分。